# Carlos Zapata Vela
Carlos Zapata Vela (* 1906 in Veracruz; † 1990) war ein mexikanischer Botschafter.

## Leben
Carlos Zapata Vela war Mitglied der Asociación de Estudiantes Proletarios (Proletarische Studentenvereinigung). Vela besetzte mit einer Gruppe Aktivisten am 11. Januar 1929 die kubanische Botschaft in Mexiko-Stadt und forderte Gerechtigkeit für den Mord an Julio Antonio Mella. Vom 1. Januar 1967 bis 24. Februar 1967 war er mexikanischer Botschafter in der Sowjetunion.

## Veröffentlichungen
- Vorwort zu einer Biografie über Anselmo Mancisidor Ortiz
- Conversaciones con Heriberto Jara (mexikanischer Politiker), S. 128–129
- Carlos Zapata Vela, Alfredo Félix Díaz Escobar:  La colonización de la Baja California, Comité Nacional Antisinarquista (México), México, Imprenta de la Cámara de Diputados, 1941.

| Vorgänger               | Amt | Nachfolger                       |
| ----------------------- | --- | -------------------------------- |
| José Ezequiel Iturriaga | Mexikanischer Botschafter in Moskau Am 1. Januar 1967 ernannt, am 24. Februar 1967 akkreditiert, am 1. Juni 1971 abgereist | Alfonso Herrera-Salcedo González |